# Masters de Cincinnati 1991
El Abierto de Cincinnati] 1991 (también conocido como Thriftway ATP Championships por razones de patrocinio) fue un torneo de tenis jugado sobre pista dura. Fue la edición número 90 de este torneo. El torneo masculino formó parte de los Super 9 en la ATP. Se celebró entre el 12 de agosto y el 19 de agosto de 1991.

## Campeones

### Individuales masculinos
Guy Forget vence a  Pete Sampras, 2–6, 7–6(7–4), 6–4.

### Dobles masculinos
Ken Flach /  Robert Seguso vencen a  Grant Connell /  Glenn Michibata, 6–7, 6–4, 7–5.
| Predecesor: Cincinnati 1990 | Masters de Cincinnati 1991 | Sucesor: Cincinnati 1992 |